# Driton Camaj
Driton Camaj (Podgorica, 1997. március 7. –) montenegrói válogatott labdarúgó, a kazak Asztana csatára.

## Pályafutása

### Klubcsapatokban
Camaj szülővárosában, a Budućnost Podgorica csapatában kezdte el labdarúgó-pályafutását. Első montenegrói élvonalbeli mérkőzésén, 2015. május 30-án az FK Zeta ellen góllal debütált. 2015-ben a horvát Inter-Zaprešić igazolta le ahol két bajnoki mérkőzésen kapott lehetőséget. Ezután visszatért Montengróba, ahol az FK Dečić, a Budućnost Podgorica, az FK Lovćen és az Iskra Danilovgrad csapataiban játszott; eddig több mint száz alkalommal lépett pályára a montenegrói élvonalban.

#### Kisvárda
2020 júliusa óta a magyar élvonalbeli Kisvárda csapatának labdarúgója. 2021. október 27-én az MTK elleni kupamérkőzésen (4–1) két gólt szerzett, 4 nappal később a ZTE elleni bajnoki találkozón (5–0) – csereként beállva – mesterhármast ért el.
A 2021–22-es idényben együttesével bajnoki ezüstérmet szerzett. Ekkor 28 bajnoki meccsen 5 gólt ért el.
Legsikeresebb várdai szezonja a 2022–23-as volt, amikor 33 bajnoki mérkőzésen 6 gólt szerzett.
A Kisvárda színeiben összesen 147 tétmérkőzésen lépett pályára, 29 gólt szerzett és 21 gólpasszt adott. 

#### Kecskemét
2025. február 15-én az MTK elleni győztes bajnoki meccsen (5–0) csereként állt be, és ő állította be a végeredményt. Az MLSZ hivatalos Facebook-oldala az ő gólját választotta meg a 20. forduló legszebbjének. Március 2-án remekelt a Paks elleni bajnoki találkozón: a 37. percben a labdát mesterien a jobb felső sarokba lőtte, majd a 71. percben tizenegyesből volt eredményes.

### A válogatottban
Camaj tizennégy alkalommal lépett pályára a montenegrói U21-es válogatott mezében 2016 és 2018 között.

## Statisztika

### A válogatottban
| 2022     | 4  | 0 |
| 2023     | 8  | 1 |
| 2024     | 9  | 1 |
| 2025     | 3  | 0 |
| Összesen | 24 | 2 |

## Sikerei, díjai
Budućnost Podgorica
- Montenegrói labdarúgó-bajnokság (1): 2016–17

 Kisvárda
- NB I ezüstérmes (1): 2021–22
- NB II bajnok (1): 2024–25